# Amuntempel vom Jebel Barkal

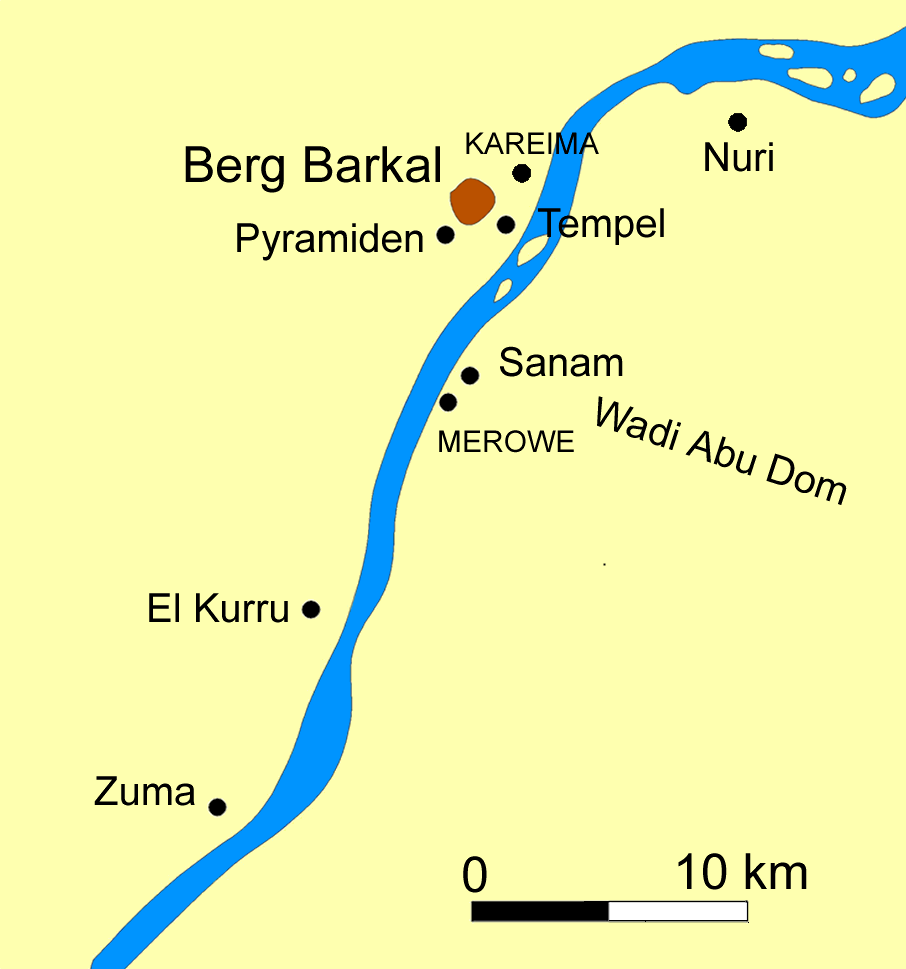
Berg Barkal und dessen Umgebung

Der Amuntempel vom Berg Barkal (in der Fachliteratur als B.500 bezeichnet) war der bedeutendste und größte Tempelbau im ägyptischen Stil innerhalb der antiken Stadt Napata in Nubien. Der Tempel, der dem Amun geweiht war, wurde als kleine Kapelle am Fuß des Berges Barkal im ägyptischen Neuen Reich begonnen. Hauptsächlich zwischen 750 und 300 v. Chr., als Napata Hauptstadt des kuschitischen Reiches war, galt der Tempel als das religiöse Zentrum von Nubien. Er wurde als Ipet-sut von Napata, also Karnak von Napata bezeichnet.

## Geschichte

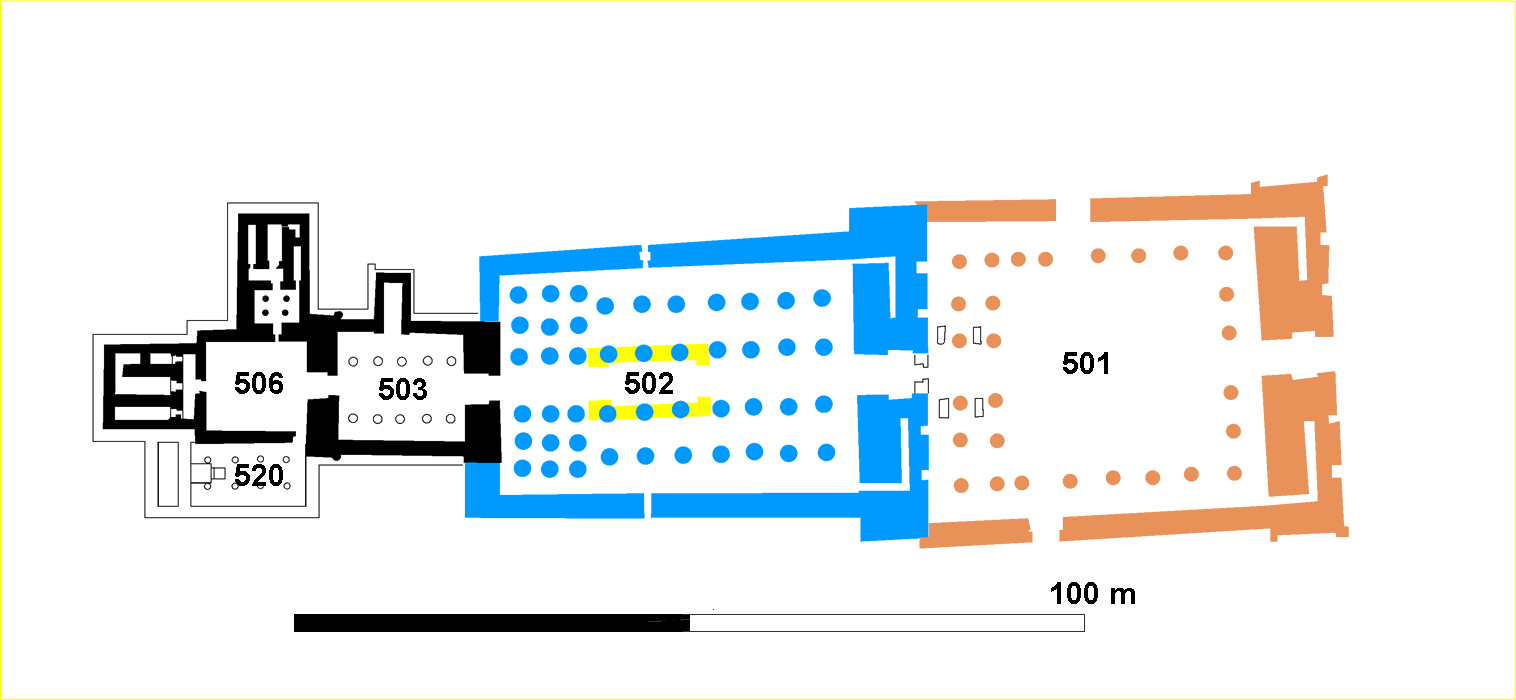
Plan des Amuntempels; schwarz: Neues Reich, blau Säulenhalle des Pije; orange: Hof des Pije; gelb: Barkensanktuar des Tanotamun

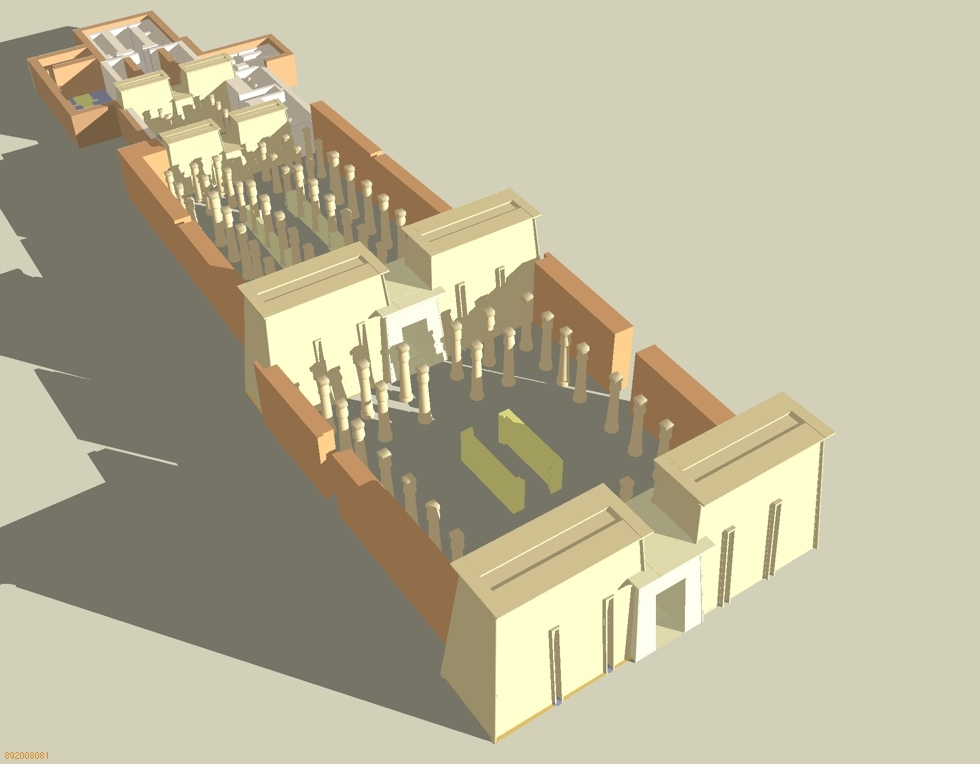
Rekonstruktion der Tempelanlage

Es gibt Anzeichen, dass der Tempel von Thutmosis III. gegründet wurde. Von diesem Herrscher stammt eine große Stele, die sich an diesem Ort fand. Der älteste heute noch stehende Teil stammt von König Haremhab oder Sethos I. (ca. 1290 bis 1279 v. Chr.). Dieser Bau wurde von Ramses II. (ca. 1298 v. Chr. bis 1213 v. Chr.) erweitert. Es handelte sich um einen kleinen Tempel mit einem ersten Pylon und einem Hof mit zehn Säulen. Es folgte hinter einem zweiten Pylon, ein zweiter Hof, wohl ohne Säulen, hinter dem sich drei Kapellen befanden. Seitlich befanden sich drei weitere Kapellen.
Diesen vergleichsweise kleinen Tempel erweiterte Pije (ca. 746 – 715/713) ca. 450 Jahre später. Dies geschah in drei Schritten. Zunächst wurde der alte Tempel durch eine Mauer verstärkt und erhielt eine weitere kleine Säulenhalle (520). Als zweiter Schritt wurde eine große Halle mit insgesamt 50 Säulen errichtet (502). Nur die Säulen, Grundmauern und Eingänge bestanden aus Sandstein, die übrigen Wände aus ungebrannten Ziegeln. Zuletzt erbaute Pije einen großen Hof (501), der ebenfalls mit Säulen geschmückt war. Der Hof und die Säulenhalle hatten jeweils einen eigenen Pylon. Der ganze Tempelkomplex war nun über 150 Meter lang. Von der Tempeldekoration sind nur Reste erhalten. Der große Hof zeigte militärische Szenen, die mit der Eroberung des Herrschers von Ägypten in Verbindung stehen. Sie sind als Ergänzung zu seiner Stele zu verstehen, die diese Eroberung im Detail beschreibt und die sich hier in situ 1862 fand. Dies belegt auch, dass der Hof nach dem 21. Regierungsjahr von Pije errichtet wurde, dem Jahr, als er in Ägypten einfiel.
In den folgenden Jahren wurde der Tempel zwar nicht wesentlich erweitert, aber viele Herrscher errichteten hier Stelen, dekorierten Wände oder stellten Statuen auf. Taharqa errichtete hier 10 Kolossalfiguren, die späteren Herrscher, bis zu Aspelta folgten diesem Vorbild. Tanotamun errichtete in der Säulenhalle ein kleines Barkensanktuar. Im ersten Hof wurden die große Stelen des Pije und des Harsijotef gefunden. Eine weitere wichtige hier ausgegrabene Stele gehört dem Aspelta. Die Stele des Nastasen stammt ursprünglich wohl auch von hier, auch wenn sie in Alt Dunqula ausgegraben wurde. Achariten ist hier durch eine Statue belegt, Aktisanes durch einen dekorierten Block. Dass die Herrscher der meroitischen Zeit im Tempel dagegen fast vollkommen fehlen, deutet auf ihr geringeres Interesse an diesem Tempel und an Napata im generellen hin. Bei dem römischen Feldzug unter Kaiser Augustus in den Jahren 25/24 v. Chr. wurde der Tempel schließlich zerstört. Die letzten Bauarbeiten im großen Stil fanden wohl unter Natakamani statt, der an dem Tempel seinen Namen anbringen ließ und sicherlich die römischen Verwüstungen rückgängig machte. Er restaurierte vor allem den ersten Pylon, ließ aber auch an anderen Teilen des Tempels bauen.
Besonders zur Zeit des napatanischen Reiches war der Tempel von großer Bedeutung für das kuschitische Königtum. Obwohl die Herrscher schon früh in Meroe ihre Hauptstadt hatten, begann der Regierungsantritt mit einer Krönungsreise, die zuallererst zum Amuntempel vom Berg Barkal führte. Hier ging der König in das Allerheiligste, wo ihm beim Königsorakel von göttlicher Seite das Königtum bestätigt wurde.

## Heutiger Zustand
Der Bau ist heute vergleichsweise schlecht erhalten. Es stehen zwar noch die meisten Grundmauern, so dass man sich einen guten Eindruck von dem Plan machen kann, doch die verbliebenen Mauern sind weit abgetragen, so dass vor allem die meisten der Tempelreliefs verloren sind. Vor dem Eingang sind noch vier Widder und Fragmente eines fünften aufgestellt. Ursprünglich waren sechs Widder vor dem äußeren Pylon aufgestellt, die vermutlich alle aus dem Tempel von Soleb stammten. Seit 2003 steht der Tempel gemeinsam mit anderen Bauten der historischen Stadt Napata und weiteren in der Region auf der UNESCO-Liste des Weltkulturerbes.

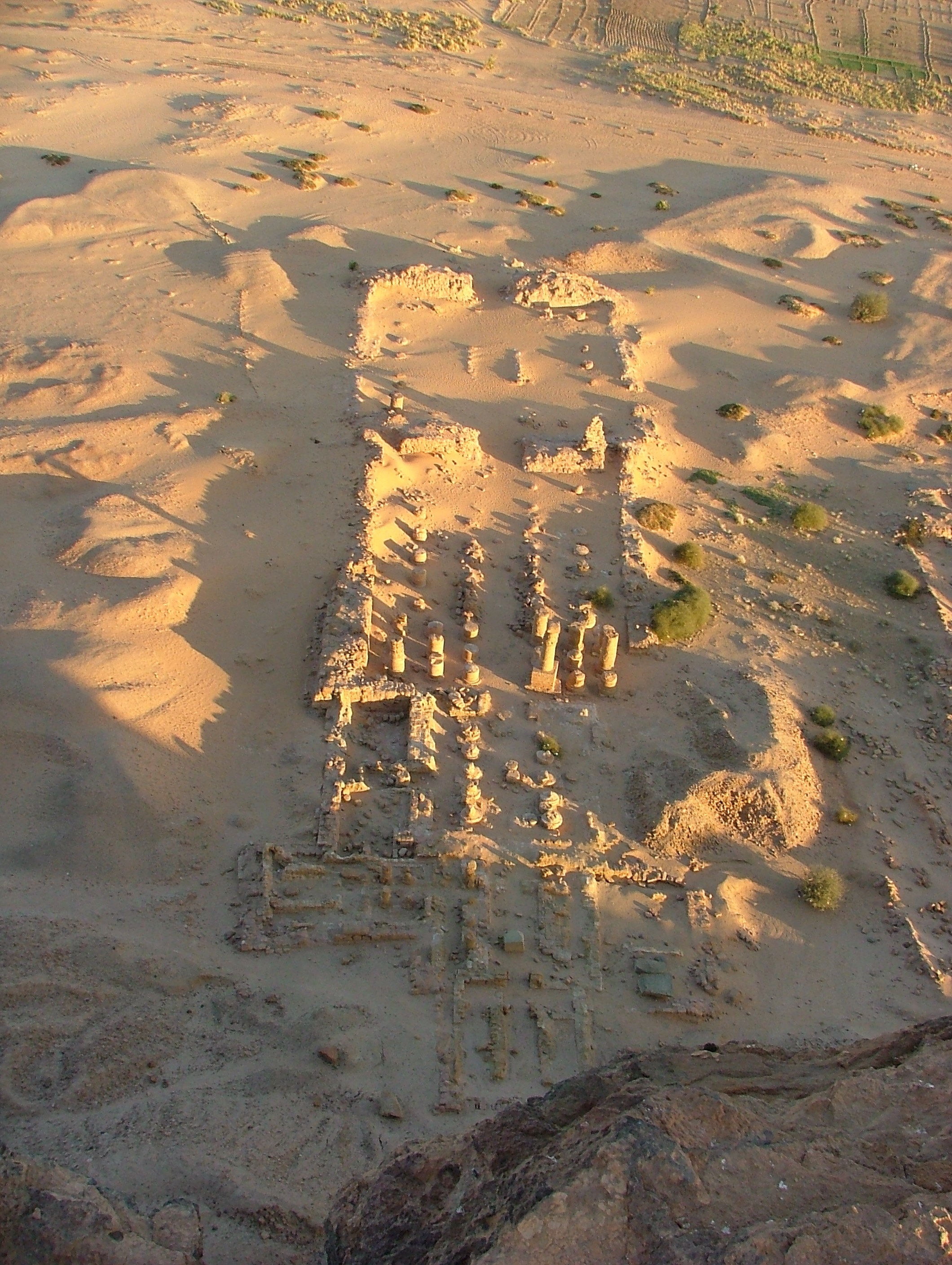
Blick auf die Ruinen des Tempels
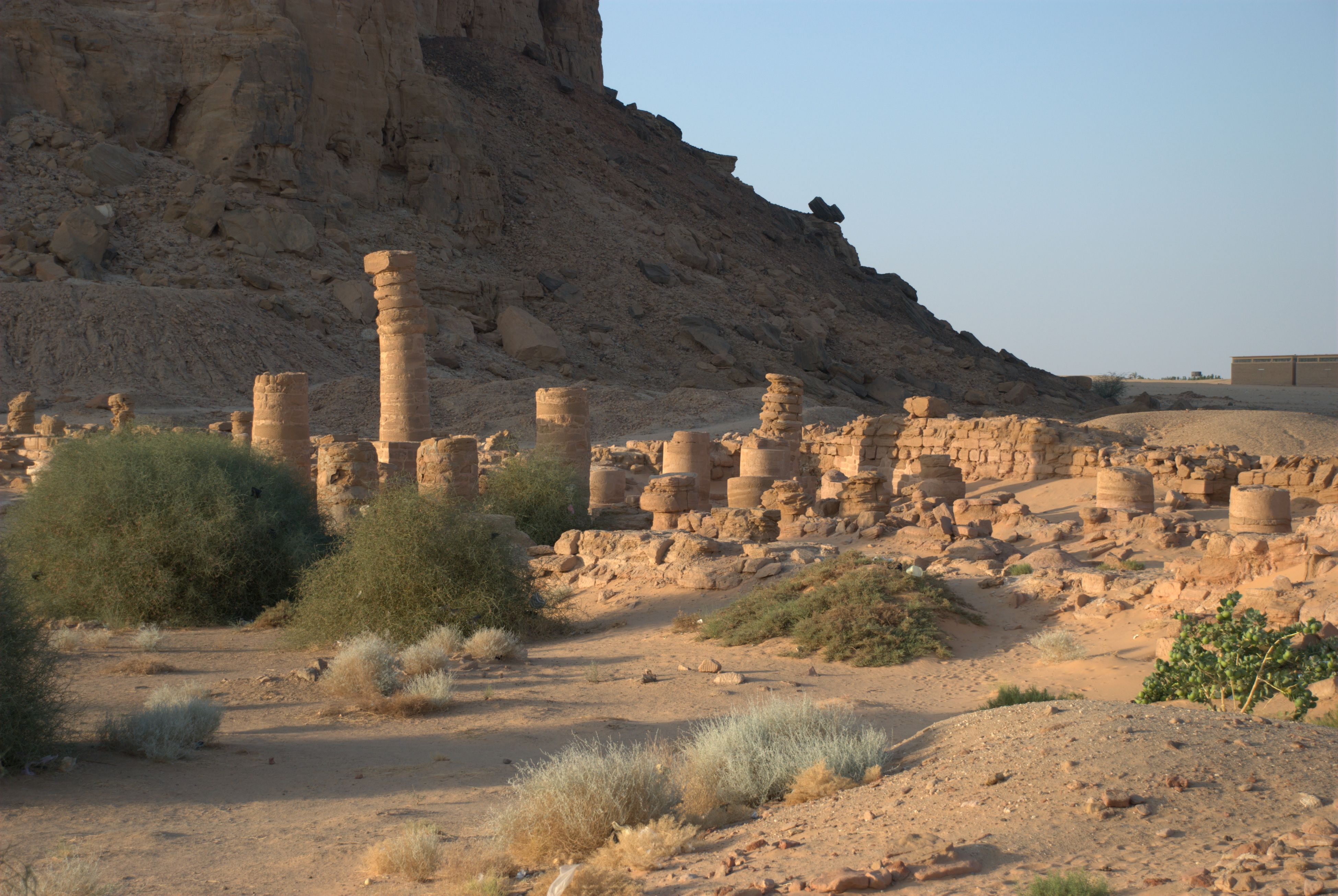
Säulenhalle des Pije von Südwesten
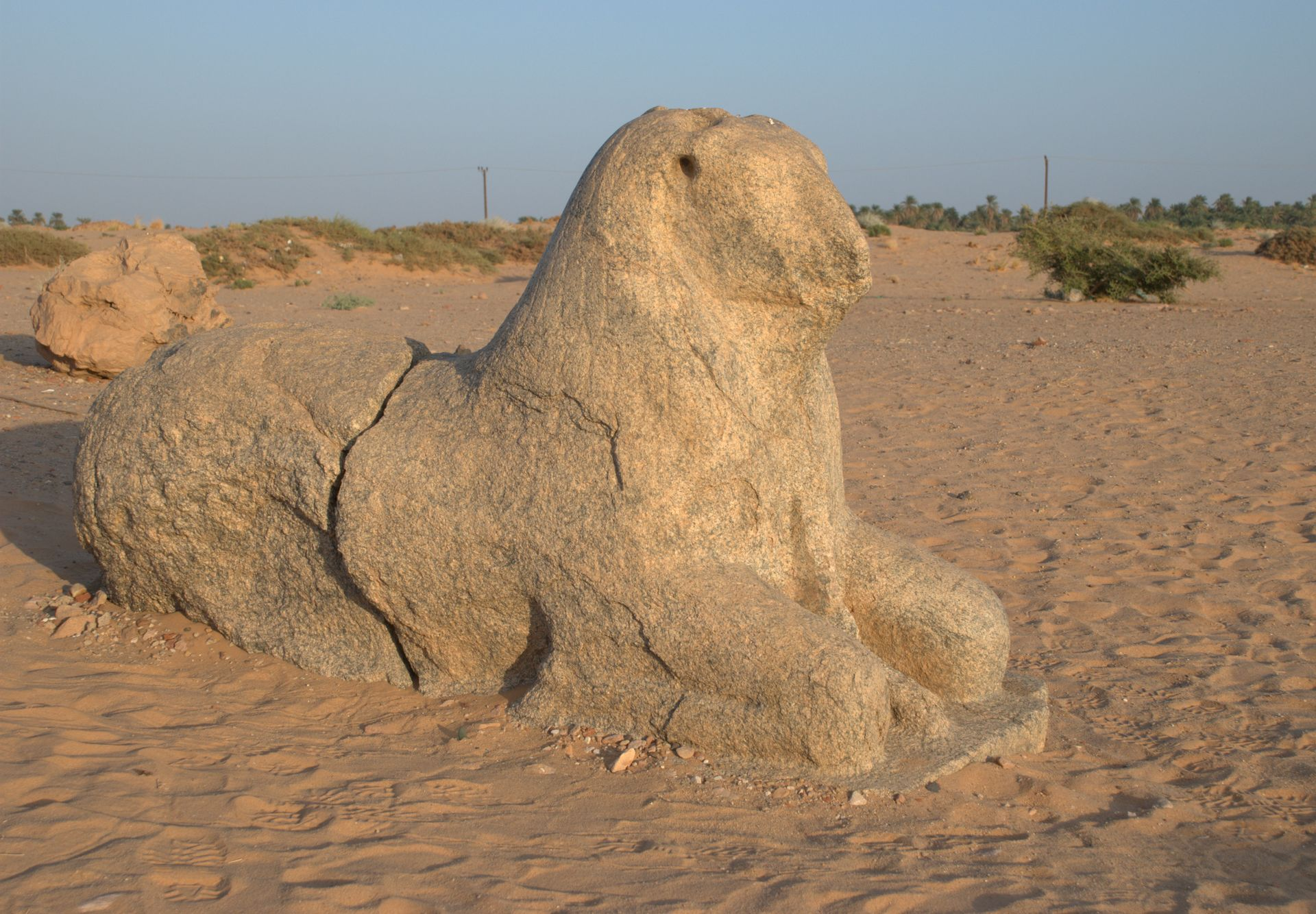
Einer von vier in situ verbliebenen Widdern aus Granit